# 栄養要求株
栄養要求株（えいようようきゅうかぶ; auxotroph）とは、微生物における用語で、普通は栄養要求の異なる突然変異株のことをさす。
一般に菌類や細菌類等の微生物を培養する際、その微生物が成長するために必要な栄養分を含んだ培地を準備する。微生物は、その培地から栄養を吸収して成長する。培地に余計な栄養分があっても大抵は構わないが、どうしても必要な成分が足りなければ、成長できなくなる。そこで、培地から余分な栄養を取り除いて行けば、最低限必要な栄養の種類というものが見つかる。これを栄養要求と言う。これに基づいて構成された培地組成が最少培地である。
栄養要求は種によって異なる。多くの種類を必要とするものもあれば、ごく少数の成分だけで十分なものもある。例えばアカパンカビの場合、炭素源として糖類、窒素源として硝酸塩とビオチン、それに若干の無機塩類だけで十分に成長する。これは栄養要求としては最低限に近い例である。
ところが、例えばアカパンカビであっても、アミノ酸が培地に含まれなければ生育しない株が見つかることがある。そのようなものは通常の株からの突然変異によっても生じる。このような、栄養要求に変化を生じたものを栄養要求株といい、特に要求する栄養素の名を取って、たとえばアミノ酸要求株などという。これに対して、本来の栄養要求を持つものを野性株、あるいは原栄養株 (prototroph) という。
このような変異は、突然変異による酵素の欠失等から起こるものと考えられている。先の例でいえば、アカパンカビは培地にアミノ酸が含まれなくても生育可能であるが、これは上記の成分からアミノ酸を合成する能力があるということになり、そのような化学反応を進められる酵素群を持っているということになる。もし、その経路に関わる酵素のどれかが作れないような変異株があれば、その株はその栄養素を外部から取り込まなければならなくなるのである。
また、この場合、その栄養素の合成経路が分かれば、その経路の中間産物を適宜与えることで、どの段階で齟齬（そご：食い違いのこと）が生じているかを確かめる事が可能である。一遺伝子一酵素説は，このような過程を経て出されたものである。